# Aldetrudis

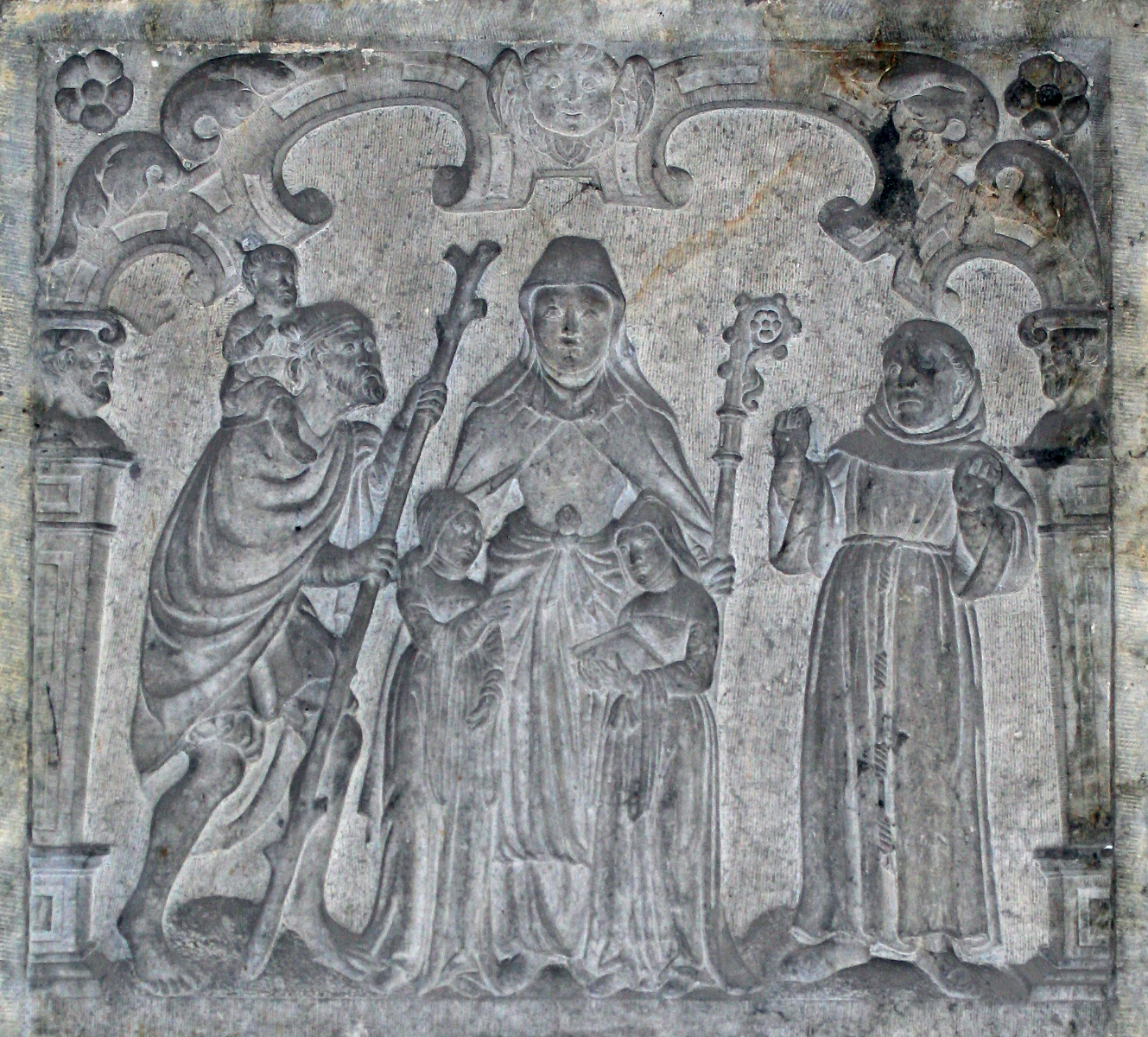
Aldetrudis met haar moeder Waltrudis en haar zus Madalberta in het gezelschap van Sint-Christoffel en Franciscus van Assisi (Sint-Waltrudiskerk, Bergen)

Aldetrudis van Maubeuge, ook bekend als Aldetrude of Adeltrudis, was een heilige en abdis, gestorven c. 696.
Zij stamde af van een zeer aanzienlijke, adellijke familie.
Aldetrudis was:
- de kleindochter van Waldebert en Bertilia,
- de dochter van Vincentius Madelgarius en Waltrudis (Waudru),
- de nicht van Aldegonde van Maubeuge,
- de zuster van de heiligen Landricus van Zinnik, Dentelinus, en Madelberta.

Ze werd opgevoed door haar tante Aldegunde van Maubeuge. Zij volgde deze op als tweede abdis van het klooster.
Haar feestdag is op 25 februari.